# 汪龍光
汪龍光（?—?）江西浮梁（今景德镇市）人，清末民初政治人物。

## 生平
汪龍光是清朝舉人，后任內閣中書、资政院议员。后来，汪龍光曾在南潯鐵路局任职。汪龍光工詩，江西九江琵琶亭有其对联“忽憶故鄉，為問買茶人去否；只余風月，依然司馬客歸時。”